# San Miguel Sigüilá
San Miguel Sigüilá – niewielka miejscowość w Gwatemali, w departamencie Quetzaltenango, położone około 16 km na północny zachód od stolicy departamentu miasta Quetzaltenango. Miasto leży w górach Sierra Madre de Chiapas, na wysokości 2484 m n.p.m. Jest zamieszkane przez ludność tubylczą posługująca się językiem mam oraz językiem kicze. Według danych szacunkowych w 2012 roku miejscowość liczyła 6 195 mieszkańców.

## Gmina San Miguel Sigüilá
Jest siedzibą władz gminy o tej samej nazwie, która jest jedną z 24 gmin w departamencie. Gmina w 2012 roku liczyła 9800 mieszkańców. 
Gmina jak na warunki Gwatemali jest bardzo mała, a jej powierzchnia obejmuje zaledwie 28 km². Ludność gminy utrzymuje się głównie z rzemiosła artystycznego (36%), handlu (28%), uprawy roli (14%), hodowli zwierząt (12%) i usług (10%). W rolnictwie dominuje uprawa  kukurydzy, ziemniaków, kapusty, fasoli i kauczuku a w hodowli bydła mlecznego.
Klimat gminy jest równikowy, według klasyfikacji Wladimira Köppena, należy do klimatów tropikalnych monsunowych (Am), z wyraźną porą deszczową występującą od maja do października. Roczne opady zawierają się w przedziale pomiędzy 1500 a 2500 mm, natomiast średnia wieloletnia wynosi 1840 mm. Ze względu na wyniesienie nad poziom morza amplituda temperatur jest duża, minimalna temperatura oscyluje w granicach -1,0–20,0 °C. Średnioroczna temperatura wynosi pomiędzy 12 a 18 °C.